# Micro-région de Pétervására
La micro-région de Pétervására (en hongrois : pétervásári kistérség) est une micro-région statistique hongroise rassemblant plusieurs localités autour de Pétervására.